# 김미리
김미리(金美里, 1991년 3월 24일 ~ )는 대한민국의 프로 바둑 기사다. 2008년에 프로에 입단하였다.

## 경력
- 2008년 11월 7일 제34회 여류입단대회 입단
- 2009년 3월 23일 제3기 지지옥션배 본선 진출
- 2009년 5월 6일 2009한국바둑리그 출전(한게임)
- 2009년 10월 제14회 삼성화재배 본선 진출